# Alfred von Auerswald

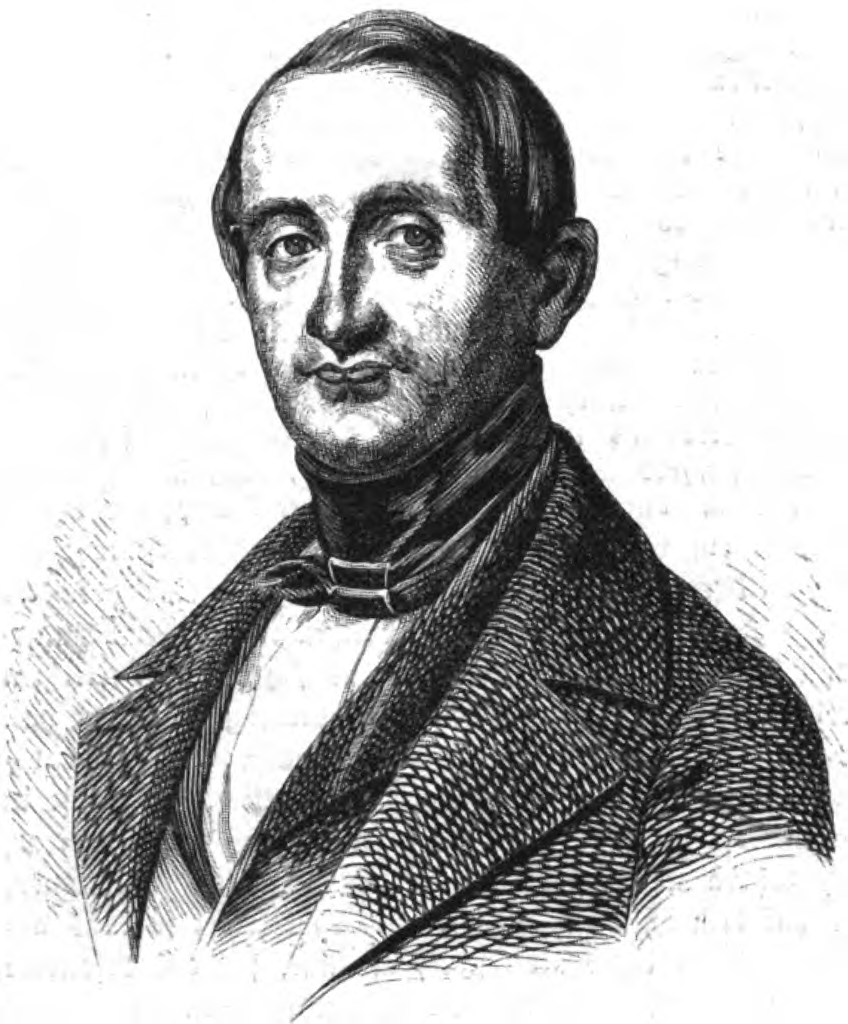
Alfred von Auerswald (1847)

Alfred von Auerswald (* 16. Oktober 1797 in Königsberg i. Pr.; † 3. Juli 1870 in Berlin) war ein preußischer Verwaltungsbeamter und Politiker.

## Leben

### Herkunft
Er entstammte altem Adel in der Markgrafschaft Meißen, dem Adelsgeschlecht Auerswald. Er war der Sohn des Hans Jakob von Auerswald (1757–1833), ab 1797 Kammerpräsident und seit 1802 Oberpräsident in Königsberg. Seine Mutter war die Gräfin Albertine zu Dohna-Lauck (1760–1831). Seine älteren Brüder waren der königlich-preußische Generalmajor Hans Adolf Erdmann von Auerswald (1792–1848) und der preußische Ministerpräsident Rudolf von Auerswald (1795–1866).

### Werdegang
Auerswald besuchte zunächst das Gymnasium in Königsberg und nahm dann als 18-Jähriger im Jahr 1815 an den Befreiungskriegen teil. Während seines anschließenden Studiums an der Albertus-Universität Königsberg war er der Mitbegründer der Alten Königsberger Burschenschaft.
Von 1830 bis 1844 war er Landrat des Kreises Rosenberg i. Westpr., von 1845 bis 1853 Generallandschaftsdirektor der Provinz Preußen. 1846 war er Mitglied der preußischen Generalsynode und von März bis Juni 1848 preußischer Innenminister. Danach wurde er zwar zum Generallandschaftsdirektor wiedergewählt, allerdings vom König nicht bestätigt.
Ab 1837 war Auerswald Mitglied des Provinziallandtages der Provinz Preußen, 1847 Mitglied des Vereinigten Landtags und 1848 Mitglied der Preußischen Nationalversammlung. Von 1849 bis 1852 war er Mitglied der Zweiten Kammer (Fraktion Auerswald-Schwerin) und 1849 deren Erster Vizepräsident. 1850 war er Mitglied des Erfurter Volkshauses und 1854 bis 1855 wieder Mitglied der Zweiten Kammer als Abgeordneter des Centrums. Dem preußischen Abgeordnetenhaus gehörte er zunächst von 1859 bis 1861 (Linke Fraktion), dann 1862/63 (Fraktion Georg Freiherr von Vincke) und ein weiteres Mal von 1867 bis 1870 (Fraktion der Konstitutionellen) an.
Alfred von Auerswald starb 1870 im Alter von 72 Jahren in Berlin und wurde auf dem Alten St.-Matthäus-Kirchhof in Schöneberg beigesetzt. Das Grab ist nicht erhalten geblieben.

### Familie
Er heiratete Franziska Natalie Frey aus Königsberg, eine Tochter des Johann Gottfried Frey (1762–1831).  Das Paar hatte zwei Töchter darunter Lydia (* 18. Oktober 1827; † 15. August 1898). Sie heiratete Heinrich Eduard Fabian Hermann zu Dohna-Schlobitten (* 21. Juni 1821; † 16. Februar 1859) einen Sohn von Alexander Fabian zu Dohna-Schlobitten.